# GT2 European Series
Le GT2 European Series (anciennement GT Sports Club et Blancpain GT Sports Club), organisé par SRO Motorsports Group, est un championnat de courses automobiles pour la classe SRO GT2 (en), voitures de grand tourisme, conçue pour les pilotes amateurs payants et dans la catégorie FIA Bronze et géré par des professionnelle. Ce public cible est également connu dans le monde des voitures de sport sous le nom de « gentleman drivers ».
Le championnat GT Sports Club Europe a été intégralement suspendu en 2020 en à cause de la pandémie mondiale de COVID-19, et aucune compétition de classe GT2 n'a donc eu lieu en 2020. La série GT2 a été rétablie dans un format sensiblement différent en 2021, ajoutant une sous-classe de style Pro-Am et Fanatec comme sponsor principal ; cette série européenne Fanatec GT2 s'est poursuivie en 2022.
Les championnats GT2 2021 et suivants se déroulent en soutien des week-ends du GT World Challenge Europe, comprenant les essais et les qualifications le vendredi avec une course le samedi et le dimanche.

## Histoire
Le championnat inaugurale Blancpain GT Sports Club 2015 était destinée aux pilotes amateurs payants, avec une compétition limitée aux pilotes d'un niveau similaire à la catégorie Bronze FIA de l'époque, et avec des voitures homologuées de plusieurs manières et ouvertes à l'utilisation de voitures plus anciennes. À la fin de l'année 2019, il était possible d'utiliser n'importe lequel des véhicules de type : FIA GT3 de 2019, voitures ré-homologuées des GT3 de générations précédentes, voitures RACB G3, voitures de spécification GTE et Renault Sport Trophy, toutes en compétition dans une seule classe via un processus d'équilibre des performances et des trophées de coupe supplémentaires en fonction de l'âge du pilote ou de la sous-classe de la voiture. Au cours des premières saisons, le Bronze comprenait les sous-catégories Titanium pour les pilotes âgés de 50 à 59 ans et Iron pour les pilotes de plus de 60 ans; ces sous-catégories ne sont pas utilisées en 2022.
Le GT Sports Club Europe a été suspendu en 2020 en raison de la pandémie mondiale de COVID-19. Le concept de « GT Sports Club » a été relancé en 2021 sous la forme d'un championnat mixte couvrant un championnat construit sur une nouvelle classe GT2 : un championnat jumeaux du GT3 avec une approche similaire à celle d'avant consistant à faire fonctionner plusieurs générations de GT3 ensemble ; et un « GT1 Sports Club » non compétitif visant à réunir des supercars de route sur la piste. Ces séries soutiennent désormais le calendrier du GT World Challenge Europe.

## Champions
| Saison                      | Vainqueur général   | Titanium Cup                    | Iron Cup         | Xtra Cup                              | Cup Challenge (2015) Cup (2017–) |
| --------------------------- | ------------------- | ------------------------------- | ---------------- | ------------------------------------- | -------------------------------- |
| 2015                        | Max Bianchi         | Not held                        | Martin Lanting   | Not held                              | Wong Chong Yau Runme             |
| 2016                        | Michał Broniszewski | Not held                        | Martin Lanting   | Mauro Casadei Davide Roda Jürgen Smet | Not held                         |
| 2017                        | Anthony Pons        | Not held                        | Stephen Earle    | Dilantha Malagamuwa                   | Howard Blank                     |
| 2018                        | Karim Ojjeh         | Karim Ojjeh                     | Stephen Earle    | Not held                              | Not awarded                      |
| 2019                        | Jens Reno Møller    | Coach McKansy                   | Stephen Earle    | Not held                              | Not awarded                      |
| Fanatec GT2 European Series |                     |                                 |                  |                                       |                                  |
|                             | Vainqueur général   | Pro-Am Cup                      | Am Cup           |                                       |                                  |
| 2021                        |                     | Anders Fjordbach Mark Patterson | Christoph Ulrich |                                       |                                  |
| 2022                        |                     | Nicolas Saelens Stienes Longin  | Henry Hassid     |                                       |                                  |
| 2023                        |                     | Henry Hassid Anthony Beltoise   | Jan Krabec       |                                       |                                  |